# Adrian Awasom
(en) Statistiques sur pro-football-reference
(en) Statistiques sur statscrew
Adrian Awasom (né le 25 octobre 1983 dans le comté de Fort Bend) est un joueur américain de football américain et de football canadien.

## Enfance
Awasom étudie à la Stafford High School où il joue comme tight end dans l'équipe de football américain de l'école. Il reçoit vingt-deux passes pour 350 yards lors de sa dernière année.

## Carrière

### Université
En 2002, il réalise huit sacks sous les couleurs de l'université du Texas du Nord. En 2003, il fait quarante-quatre tacles dont sept pour des pertes et quatre sacks.
Lors de sa dernière année à l'université, il exécute cinquante-deux tacles dont treize pour une perte et six sacks (meilleur sackeur de l'équipe en 2002 et 2004).

### Professionnel
Adrian Awasom n'est sélectionné par aucune équipe lors du draft de la NFL de 2005. Il signe comme agent libre non drafté avec les Giants de New York qui ont l'ambition de le faire jouer en équipe spéciale. En 2006, il entre au cours de dix matchs et réalise son premier sack en professionnel. La saison suivante, il n'apparaît qu'à deux reprises sur les terrains de la NFL et est libéré avant le début de la saison 2008.
Awasom passe une année sur le marché des agents libres. Le 18 juin 2009, il est drafté lors du premier draft de la United Football League par les Locomotives de Las Vegas. Il fait deux saisons avec cette équipe et remporte deux fois les titres de champion de la UFL.
Après ces deux saisons avec Las Vegas, il retourne en NFL le 22 janvier 2011, signant avec les Vikings du Minnesota. Il entre au cours de deux matchs en 2011 avant d'être libéré le 21 septembre. Peu de temps après, il se dirige vers l'Arena Football League, signant avec les Predators d'Orlando. Cependant, une blessure sonne la fin de sa saison dans la fédération de football américain en salle.
Il fait un nouveau passage par Las Vegas avant de signer en Ligue canadienne de football, le 14 décembre 2012, avec les Argonauts de Toronto. Le 2 avril 2013, il est échangé aux Lions de la Colombie-Britannique contre Khalif Mitchell. Il est libéré en 2014 sans avoir pris part à un match régulier pour les Argonauts ou les Lions.

## Palmarès
- Équipe de la Sun Belt Conference 2003 et 2004
- Super Bowl XLII
- Champion de la UFL 2009 et 2010